# Skandinavien (1860)
Skandinavien, officiellt HM Linjeskepp Skandinavien, var ett linjeskepp i svenska flottan. Hon var Sveriges sista linjeskepp och ett av de sista svenska örlogsfartygen att byggas i trä. Skandinavien byggdes på Karlskrona örlogsvarv och sjösattes den 8 november 1860. Fartyget hade påbörjats redan 1825 men arbetet skedde med så lågt tempo, att den snabba tekniska utvecklingen hann göra henne omodern innan hon sjösattes. Planer fanns under 1850-talet att utrusta fartyget med ångmaskin men dessa kom aldrig att realiseras. Skandinavien utrangerades istället 1876 och höggs upp på varvet 1885, utan att någonsin ha trätt i tjänst.